# Гекендорп
Гекендорп (нід. Hekendorp) — село в нідерландській провінції Утрехт. Входить до муніципалітету Аудеватер.
Його площа становить 0,21 км², а населення станом на 2021 рік складало 1 540 осіб.
Перша згадка про населений пункт датується 1307 роком.
До 1964 року мало статус окремого муніципалітету.

## Галерея

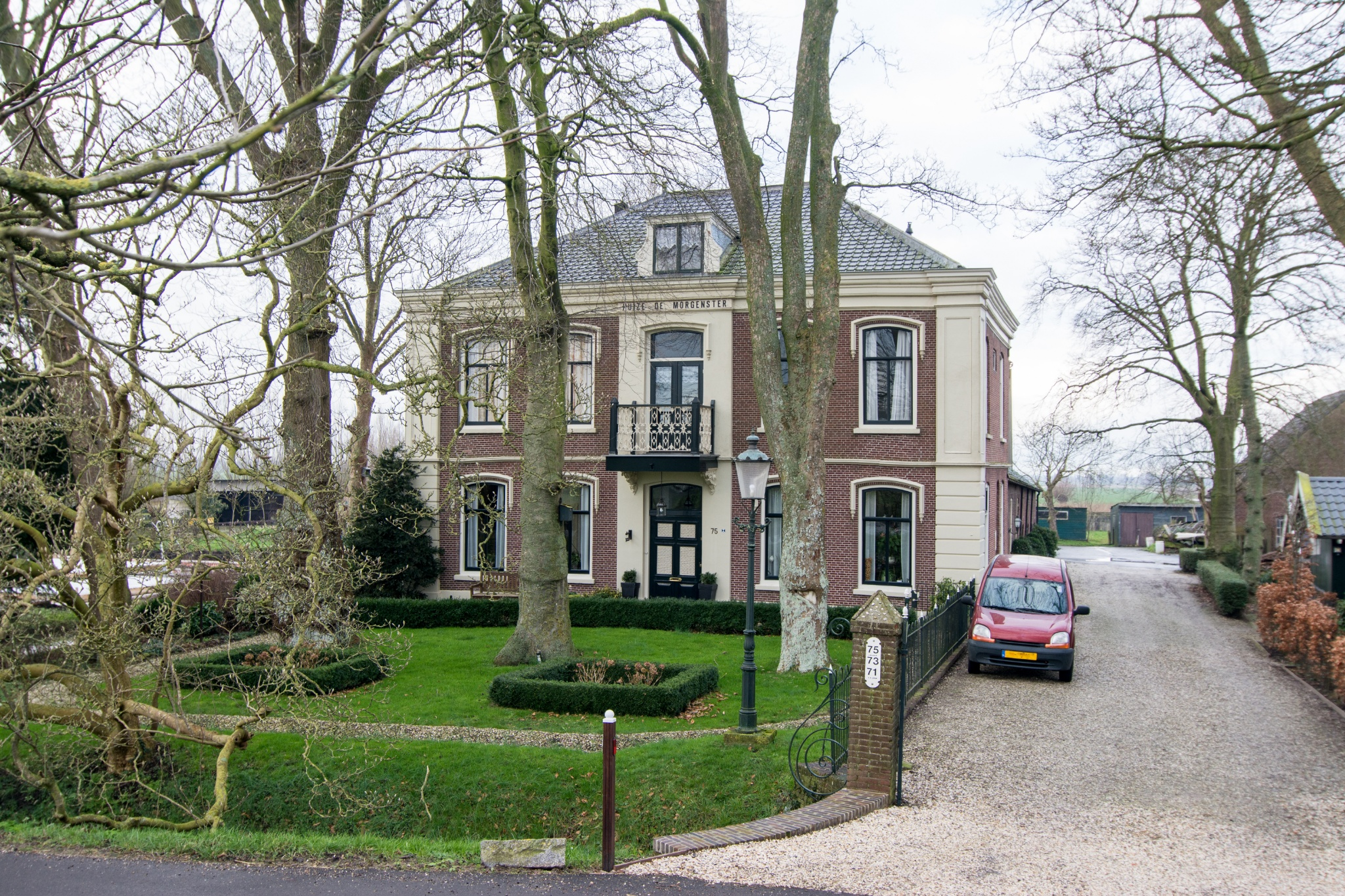
Маєток у селі
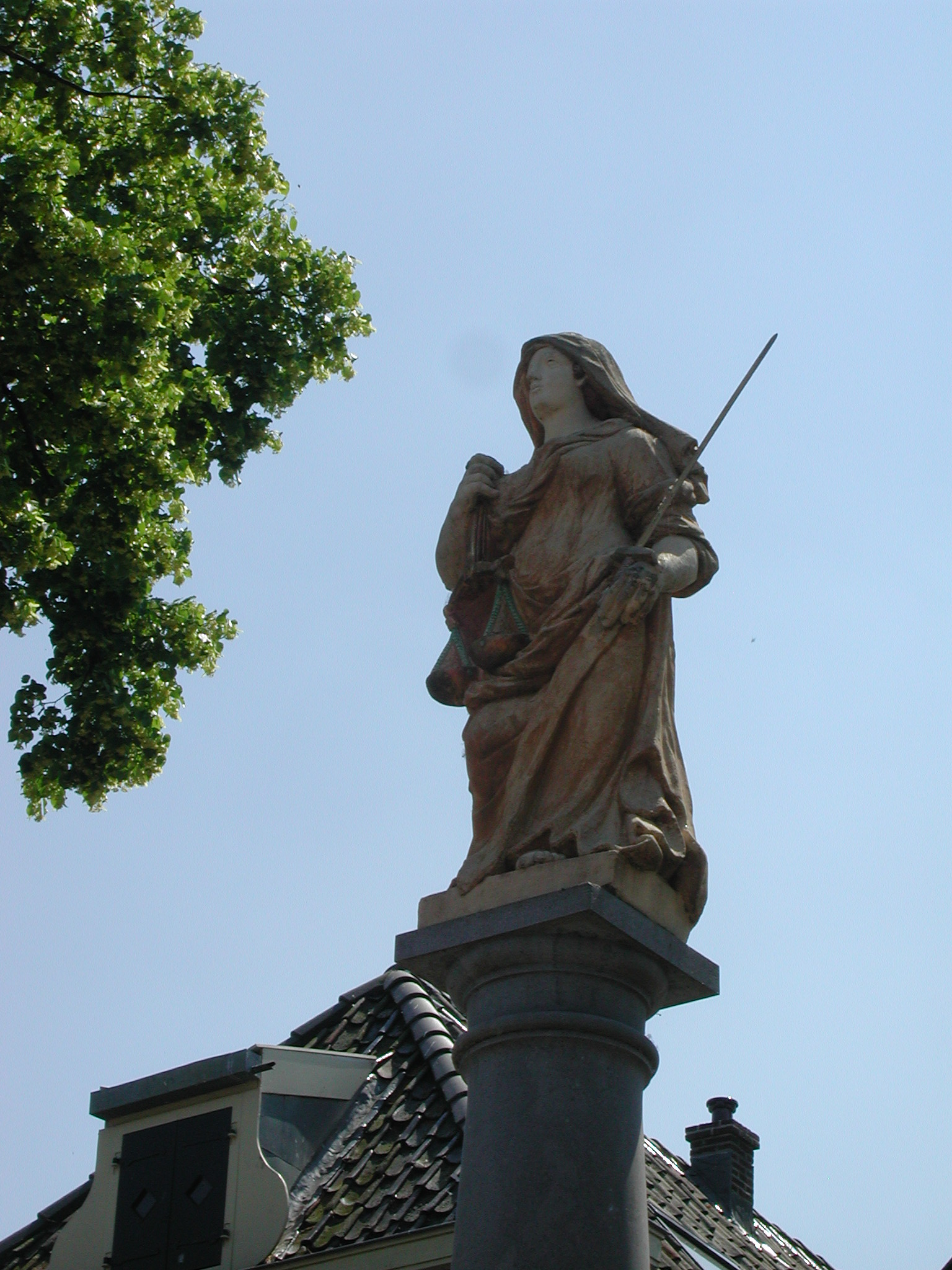
Статуя Правосуддя
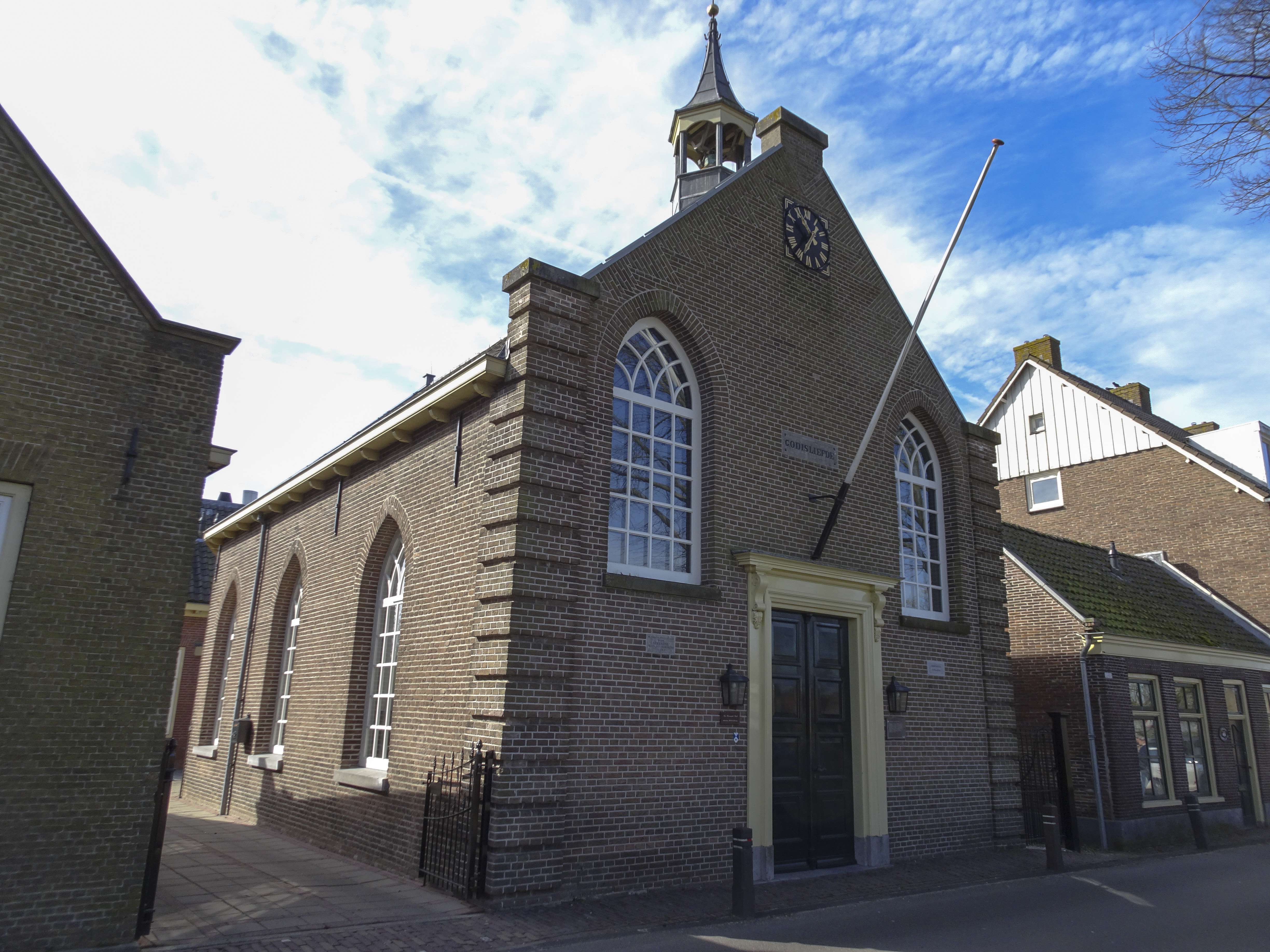
Церква у Гекендорпі
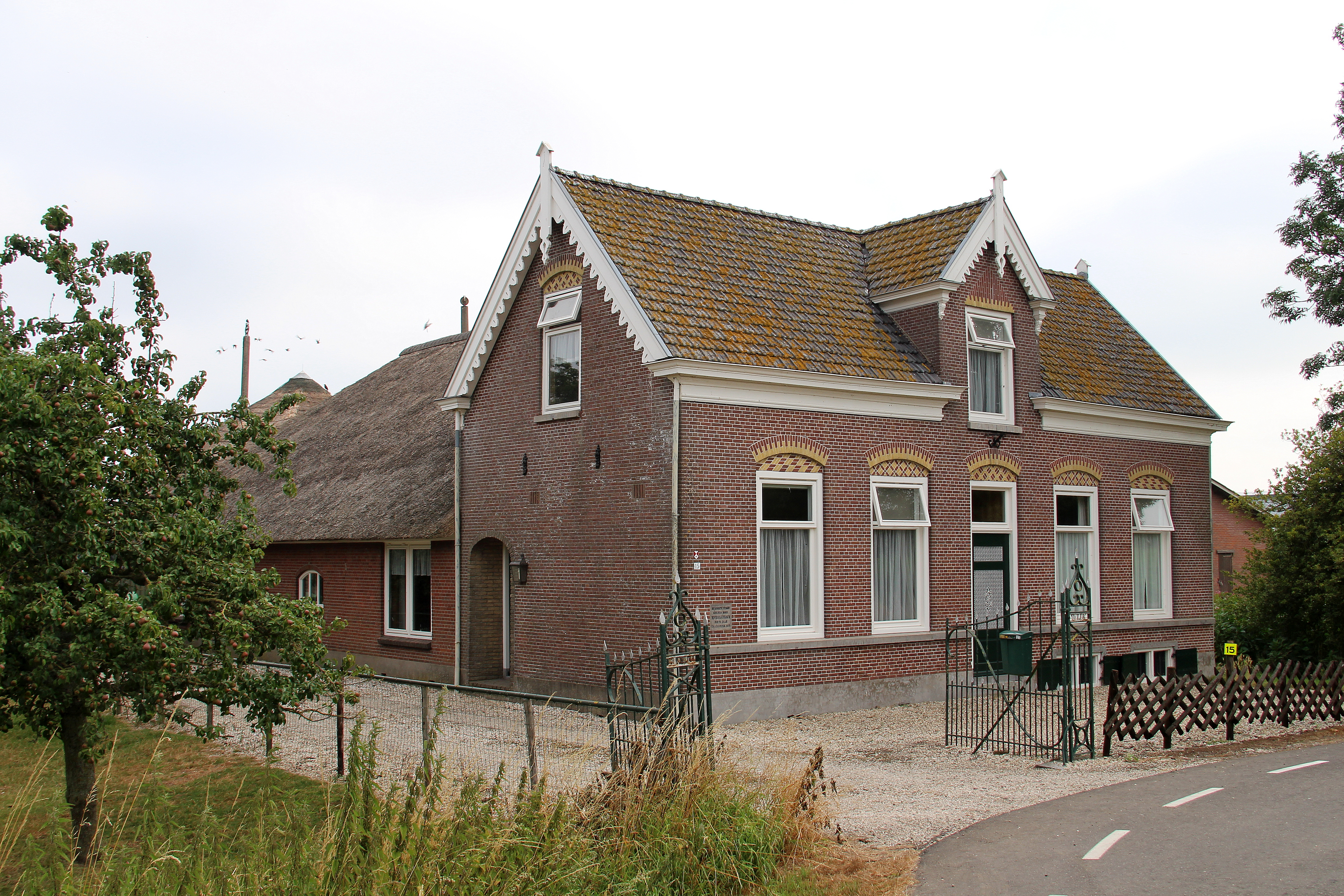
Ферма у селі